# Liste der Innenminister von Mecklenburg-Vorpommern
Liste der Innenminister von Mecklenburg-Vorpommern.

## Innenminister Mecklenburg-Vorpommern (seit 1945)
| Name                                                          | Amtsantritt                                                | Kabinett                           | Partei  |
| ------------------------------------------------------------- | ---------------------------------------------------------- | ---------------------------------- | ------- |
| Johannes Warnke                                               | 4. Juli 1945                                               | Höcker I                           | KPD/SED |
| Minister für Innere Verwaltung und Planung                    |                                                            |                                    |         |
| Johannes Warnke                                               | 10. Dezember 1946                                          | Höcker II                          | SED     |
| Minister für Innere Verwaltung                                |                                                            |                                    |         |
| Johannes Warnke                                               | 8. Juni 1948                                               | Höcker II                          | SED     |
| Minister für Inneres                                          |                                                            |                                    |         |
| Johannes Warnke                                               | 1. März 1949                                               | Höcker II                          | SED     |
| Wilhelm Bick                                                  | Oktober 1949 18. November 1950 20. Juli 1951 28. Juli 1951 | Höcker II Höcker III Bürger Quandt | SED     |
| Von 1952 bis 1990 existierte kein Land Mecklenburg-Vorpommern |                                                            |                                    |         |
| Georg Diederich                                               | 28. Oktober 1990 19. März 1992                             | Gomolka Seite I                    | CDU     |
| Lothar Kupfer                                                 | 31. März 1992                                              | Seite I                            | CDU     |
| Herbert Helmrich (kommissarisch)                              | 11. Februar 1993                                           | Seite I                            | CDU     |
| Rudi Geil                                                     | 19. Februar 1993 8. Dezember 1994                          | Seite I Seite II                   | CDU     |
| Armin Jäger                                                   | 13. Mai 1997                                               | Seite II                           | CDU     |
| Gottfried Timm                                                | 3. November 1998 6. November 2002                          | Ringstorff I Ringstorff II         | SPD     |
| Lorenz Caffier                                                | 7. November 2006 6. Oktober 2008                           | Ringstorff III Sellering I         | CDU     |
| Minister für Inneres und Sport                                |                                                            |                                    |         |
| Lorenz Caffier                                                | 25. Oktober 2011                                           | Sellering II                       | CDU     |
| Minister für Inneres und Europa                               |                                                            |                                    |         |
| Lorenz Caffier                                                | 1. November 2016 4. Juli 2017                              | Sellering III Schwesig I           | CDU     |
| Torsten Renz                                                  | 27. November 2020                                          | Schwesig I                         | CDU     |
| Minister für Inneres, Bau und Digitalisierung                 |                                                            |                                    |         |
| Christian Pegel                                               | 15. November 2021                                          | Schwesig II                        | SPD     |